# Portet-d’Aspet
Portet-d’Aspet  ist eine französische Gemeinde mit 62 Einwohnern (Stand: 1. Januar 2022) im Département Haute-Garonne in der Region Okzitanien. Sie gehört zum Arrondissement Saint-Gaudens und zum Kanton Bagnères-de-Luchon.
Nachbargemeinden sind Razecueillé im Nordwesten, Milhas im Norden, Herran im Nordosten, Galey im Osten, Saint-Lary im Süden und Boutx im Westen.

## Bevölkerungsentwicklung
| Jahr                      | 1962 | 1968 | 1975 | 1982 | 1990 | 1999 | 2008 | 2015 | 2019 |
| ------------------------- | ---- | ---- | ---- | ---- | ---- | ---- | ---- | ---- | ---- |
| Einwohner                 | 116  | 114  | 68   | 65   | 75   | 67   | 73   | 72   | 61   |
| Quelle: Cassini und INSEE |      |      |      |      |      |      |      |      |      |

Im Jahr 1881 hatte die Gemeinde mit 839 Personen die höchste Einwohnerzahl.

## Sehenswürdigkeiten
- Chapelle du Poumé, Kapelle erbaut im 15. Jahrhundert
- Kirche St-Roch, erbaut ab dem 17. Jahrhundert